# Misil balístico lanzado desde el aire

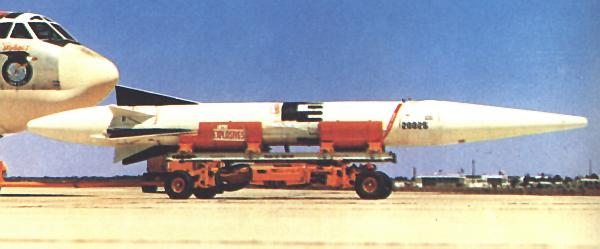
Un GAM-87 Skybolt

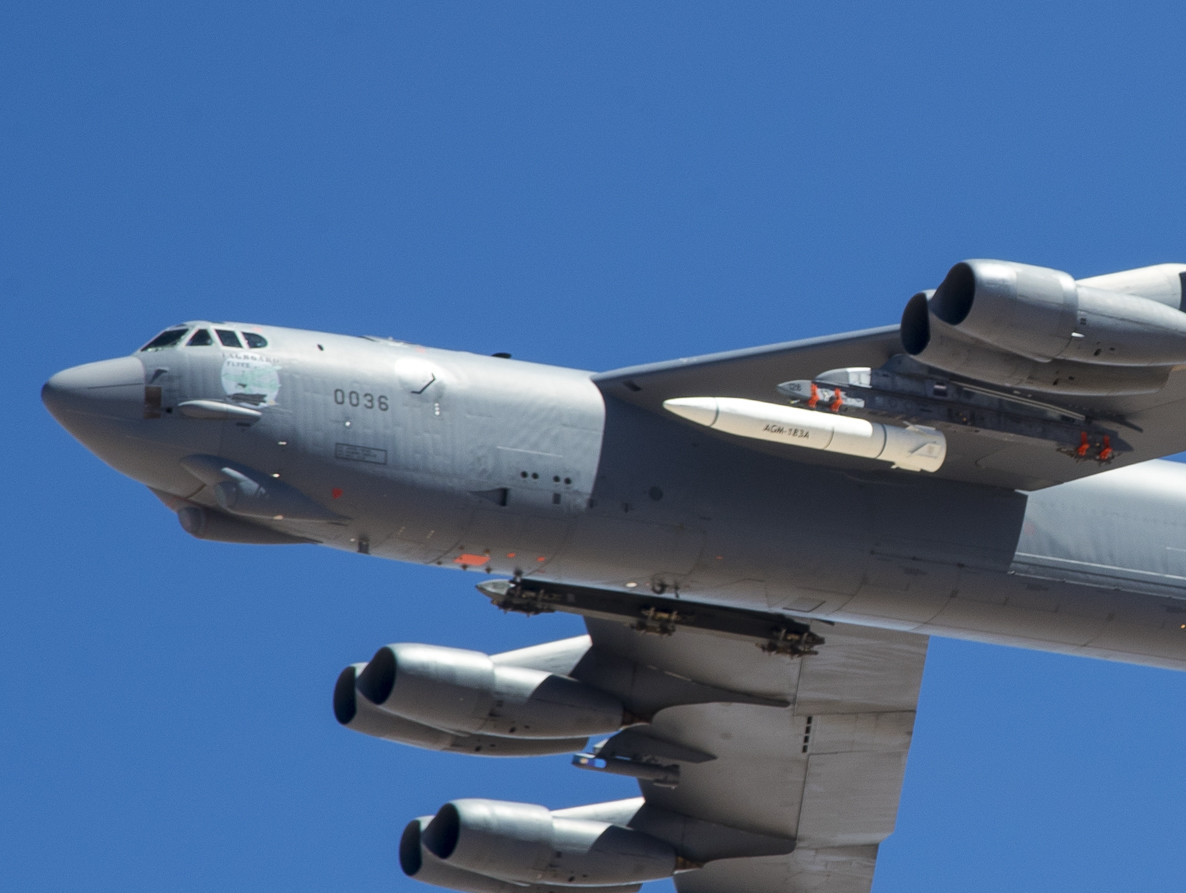
Un AGM-183 ARRW bajo el ala de un B-52

Un misil balístico lanzado desde el aire (en inglés: Air-launched ballistic missile, ALBM) es un misil balístico lanzado desde un avión militar. Un ALBM permite que el avión de lanzamiento se mantenga alejado a largas distancias de su objetivo, manteniéndolo fuera del alcance de armas defensivas como sistemas antiaéreos y aviones interceptores. Normalmente, una vez lanzado, el misil era prácticamente inmune a la interceptación debido a la falta de misiles antibalísticos efectivos, y los pocos que existían se limitaban a posiciones estáticas conocidas. Esta combinación de características permitió que un bombardero estratégico presentara una opción disuasoria creíble de segundo ataque en una era en la que la mejora de las defensas antiaéreas parecía estar volviendo obsoletos a los bombarderos convencionales. Sin embargo, en la década de 1990 la tecnología de misiles tierra-aire había innovado hasta el punto de permitir la interceptación de tales armas (especialmente en su fase final) desde sistemas móviles de carretera, aunque a con una probabilidad de destrucción más baja. A principios del siglo XXI, se habían desplegado en cantidades significativas sistemas ABM capaces y dedicados de varias naciones (como ejemplos se incluyen MIM-104 Patriot y S-300, THAAD, SM-3 y S-400), estimulando una mayor innovación en vehículos de planeo hipersónicos para penetrar dichos sistemas y mantener la capacidad de los misiles balísticos.
El concepto ALBM se estudió en Estados Unidos como una forma de garantizar la utilidad y la capacidad de supervivencia de su gran flota de bombarderos. Después de probar varios diseños experimentales como parte de los esfuerzos del WS-199, la Fuerza Aérea de los Estados Unidos comenzó a desarrollar el misil GAM-87 Skybolt con un alcance del orden de 1.150 millas (1.850 km). La única otra fuerza importante que dependía de bombarderos estratégicos era la Fuerza Aérea Real Británica, que también seleccionó el Skybolt para armar su flota de bombarderos V. La Unión Soviética trasladó su fuerza estratégica directamente a los misiles balísticos intercontinentales.
Skybolt finalmente falló en varias pruebas clave, mientras que el UGM-27 Polaris de la Armada de los Estados Unidos ofrecía las mismas ventajas y era mejor. Skybolt fue cancelado, lo que provocó la crisis de Skybolt y un acuerdo para vender Polaris a la Marina Real británica como parte del Acuerdo de Nassau. El concepto tuvo poco desarrollo activo hasta la década de 1970, cuando las ojivas de los misiles balísticos intercontinentales comenzaron a ser lo suficientemente precisas como para atacar a otros misiles balísticos intercontinentales mientras todavía estaban en tierra. Estados Unidos llevó a cabo varios experimentos utilizando diseños de misiles existentes lanzados desde aviones de carga, pero finalmente abandonó por completo esta línea de investigación. Estados Unidos no ha llevado a cabo ningún otro desarrollo estratégico de ALBM, y esta clase de misil nunca tuvo un uso activo.

## Ejemplos
- High Virgo (EE. UU.)
- WS-199B Bold Orion (EE. UU.)[1]
- GAM-87 Skybolt (EE. UU.)
- LGM-30 Minuteman (EE. UU.)[2][3]
- Kh-47M2 Kinzhal (Rusia)[4]
- DF-17 (China)[5]
- DF-21 (China)[6][7]
- Sparrow (Israel)[8]